# Orobica Calcio Bergamo 2019-2020
Questa voce raccoglie le informazioni riguardanti l'Associazione Sportiva Dilettantistica Orobica Calcio Bergamo nelle competizioni ufficiali della stagione 2019-2020.

## Stagione
La stagione 2019-2020 dell'Orobica, al ritorno in Serie A dopo l'unica presenza nella stagione 2014-2015, si è aperta con la conferma di Marianna Marini alla guida tecnica della squadra.
A seguito dello svilupparsi della pandemia di COVID-19 che ha colpito l'Italia dal mese di febbraio, il 10 marzo 2020, quando erano state giocate sedici giornate di campionato, venne comunicata dalla FIGC una prima sospensione di tutte le attività agonistiche fino al 3 aprile successivo, conseguentemente a quanto disposto dal Governo per decreto ministeriale. Seguirono una serie di proroghe della sospensione delle attività agonistiche, finché l'8 giugno 2020 venne comunicata la sospensione definitiva del campionato di Serie A. La classifica finale è stata definitiva sulla base della classifica al momento della sospensione definitiva del campionato, alla quale sono stati applicati dei criteri correttivi: l'Orobica ha così concluso il campionato di Serie A al dodicesimo posto con 1,375 punti finali, venendo così retrocessa in Serie B.

## Organigramma societario
Da sito societario.
Area amministrativa
- Presidente: Patrizia Meroni
- Vice Presidente: Raffaella Tammeo
- Amministratore Delegato: Antonio Marini
- Segretario Generale: Antonio Castiglione
- Segretario Sportivo: Katiuscia Sala Danna

Area tecnica
- Allenatore: Marianna Marini
- Preparatore atletico: Alessia Giudici
- Preparatore atletico: Sara Papadato
- Preparatore dei portieri: Luca Piazzalunga

## Rosa
Rosa, ruoli e numeri di maglia come da sito ufficiale, aggiornati al 12 ottobre 2019
| N. |                      | Ruolo | Calciatrice       |
| -- | -------------------- | ----- | ----------------- |
| 1  | Italia (bandiera)    | P     | Lia Lonni         |
| 2  | Italia (bandiera)    | D     | Giorgia Milesi    |
| 5  | Italia (bandiera)    | D     | Michela Milesi    |
| 7  | Italia (bandiera)    | D     | Elisa Gaspari     |
| 8  | Italia (bandiera)    | C     | Alessia Salvi     |
| 9  | Italia (bandiera)    | D     | Guya Vavassori    |
| 10 | Italia (bandiera)    | C     | Chiara Barcella   |
| 11 | Italia (bandiera)    | C     | Mara Assoni       |
| 12 | Italia (bandiera)    | D     | Martina Zanoli    |
| 13 | Rep. Ceca (bandiera) | C     | Kristýna Siváková |
| 14 | Italia (bandiera)    | C     | Alice Foti        |
| 16 | Italia (bandiera)    | C     | Greta Campana     |
| 17 | Italia (bandiera)    | D     | Giulia Segalini   |
| 18 | Italia (bandiera)    | A     | Luana Merli       |
| 19 | Canada (bandiera)    | A     | Carla Portillo    |
| 20 | Italia (bandiera)    | A     | Giulia Mandelli   |

| N. |                     | Ruolo | Calciatrice            |
| -- | ------------------- | ----- | ---------------------- |
| 21 | Italia (bandiera)   | D     | Marta Brasi            |
| 22 | Italia (bandiera)   | C     | Cristina Merli         |
| 23 | Italia (bandiera)   | C     | Chiara Poeta           |
| 24 | Italia (bandiera)   | C     | Gloria Magni           |
| 27 | Italia (bandiera)   | C     | Federica Parsani       |
| 28 | Italia (bandiera)   | C     | Karin Czeczka          |
| 29 | Italia (bandiera)   | C     | Marzia Visani          |
| 32 | Italia (bandiera)   | A     | Romina Pinna           |
| 33 | Islanda (bandiera)  | C     | Andrea Mist Pálsdóttir |
| 34 | Slovenia (bandiera) | D     | Tina Marolt            |
| 44 | Albania (bandiera)  | C     | Alma Hilaj             |
| 44 | Slovenia (bandiera) | C     | Karin Muya             |
| 82 | Italia (bandiera)   | P     | Giada Pilato           |
| 91 | Croazia (bandiera)  | C     | Mia Kalašić            |
| 99 | Italia (bandiera)   | A     | Serena Cortesi         |

## Calciomercato

### Sessione estiva
| Acquisti | Acquisti          | Acquisti            | Acquisti   |
| R.       | Nome              | da                  | Modalità   |
| -------- | ----------------- | ------------------- | ---------- |
| P        | Giada Pilato      | Milan Ladies        | definitivo |
| D        | Martina Zanoli    | Mozzanica           | definitivo |
| C        | Alessia Salvi     | Mozzanica           | definitivo |
| C        | Kristýna Siváková | Slovácko            | definitivo |
| A        | Giulia Mandelli   | Mozzanica           | definitivo |
| A        | Romina Pinna      | Fortitudo Mozzecane | definitivo |
| A        | Carla Portillo    | ASPTT Albi          | definitivo |

| Cessioni | Cessioni         | Cessioni | Cessioni   |
| R.       | Nome             | a        | Modalità   |
| -------- | ---------------- | -------- | ---------- |
| D        | Chiara Viscardi  | Brescia  | definitivo |
| C        | Valeria Madaschi | Brescia  | definitivo |
| A        | Valeria Fodri    | Brescia  | definitivo |

### Sessione invernale
| Acquisti | Acquisti               | Acquisti                     | Acquisti |
| R.       | Nome                   | da                           | Modalità |
| -------- | ---------------------- | ---------------------------- | -------- |
| D        | Tina Marolt            | Tennessee Tech Golden Eagles | [ 14 ]   |
| C        | Alma Hilaj             | Florentia S.G.               | [ 15 ]   |
| C        | Mia Kalašić            | Olimpia Lubiana              | [ 16 ]   |
| C        | Andrea Mist Pálsdóttir | Vorferland                   | [ 17 ]   |
| A        | Karin Muya             | Olimpia Lubiana              | [ 18 ]   |

| Cessioni | Cessioni          | Cessioni | Cessioni   |
| R.       | Nome              | a        | Modalità   |
| -------- | ----------------- | -------- | ---------- |
| D        | Giulia Segalini   |          | svincolata |
| C        | Mara Assoni       |          | svincolata |
| C        | Chiara Barcella   | Brescia  | definitivo |
| C        | Karin Czeczka     |          | svincolata |
| C        | Federica Parsani  |          | svincolata |
| C        | Kristýna Siváková |          | svincolata |
| A        | Romina Pinna      |          | svincolata |

## Risultati

### Serie A

#### Girone di andata
| Arbitro: | Duzel (Castelfranco Veneto) |

|            |           |              |
| Assoni 15’ | Marcatori | 66’ Kongoulī |

| Arbitro: | Cutrufo (Catania) |

|                                                                 |           |              |
| Bergamaschi 9’ Salvatori Rinaldi 66’ Giacinti 74’ Hovland 90+2’ | Marcatori | 65’ L. Merli |

| Arbitro: | Lovison (Padova) |

|  |           |              |
|  | Marcatori | 11’ Sabatino |

| Arbitro: | Robilotta (Sala Consilina) |

|                                                 |           |              |
| Simonetti 27’ Cinotti 59’ Acuti 60’ Petkova 80’ | Marcatori | 78’ L. Merli |

| Arbitro: | D'Eusanio (Faenza) |

|  |           |                           |
|  | Marcatori | 9’ Kelly 87’ Vicchiarello |

| Arbitro: | Casalini (Pontedera) |

|                             |           |  |
| Baresi 53’ (rig.) Santi 64’ | Marcatori |  |

| Arbitro: | Crezzini (Siena) |

|           |           |                         |
| Zanoli 5’ | Marcatori | 15’, 41’ Manno 64’ Soro |

| Arbitro: | Andreano (Prato) |

|                                  |           |  |
| Solow 21’ Cantore 44’ Pirone 89’ | Marcatori |  |

| Arbitro: | Baratta (Rossano) |

|              |           |                                                                                           |
| L. Merli 76’ | Marcatori | 6’ Cernoia 18’, 26’ Rosucci 20’ Junge Pedersen 31’ Bonansea 40’ (aut.) Zanoli 88’ Girelli |

| Arbitro: | Crescenti (Trapani) |

|                                                               |           |  |
| Hegerberg 8’, 29’ Serturini 50’, 80’ Coluccini 61’ Thomas 84’ | Marcatori |  |

| Arbitro: | Rinaldi (Bassano del Grappa) |

|          |           |                                        |
| Muya 22’ | Marcatori | 10’, 19’ Mauro 52’ De Vanna 83’ Lázaro |

#### Girone di ritorno
| Arbitro: | Vingo (Pisa) |

|             |           |  |
| Puglisi 17’ | Marcatori |  |

| Arbitro: | Milone (Taurianova) |

|  |           |          |
|  | Marcatori | 88’ Čonč |

| Arbitro: | Faraon (Conegliano) |

|                                                                     |           |  |
| Sabatino 4’, 90+2’ (rig.) Molin 53’ Ferrato 68’, 79’ M. Dubcová 74’ | Marcatori |  |

| Arbitro: | Angiolari (Ostia) |

|  |           |                                           |
|  | Marcatori | 57’ Giatras Zoi 83’ Prugna 90+2’ Hjohlman |

| Arbitro: | Gasperotti (Rovereto) |

|                                            |           |  |
| Vicchiarello 5’ (rig.) Martinovic 19’, 63’ | Marcatori |  |

| Cologno al Serio 21 marzo 2020, ore 14:30 CET 17ª giornata | Orobica | – Annullata | Inter | Centro sportivo "Giacinto Facchetti" |

| Bitetto 28 marzo 2020, ore 14:30 CET 18ª giornata | Pink Sport Time | – Annullata | Orobica | Stadio Antonio Antonucci |

| Cologno al Serio 18 aprile 2020, ore 15:00 CEST 19ª giornata | Orobica | – Annullata | Verona | Centro sportivo "Giacinto Facchetti" |

| Vinovo 25 aprile 2020, ore 15:00 CEST 20ª giornata | Juventus | – Annullata | Orobica | Juventus Training Center |

| Cologno al Serio 9 maggio 2020, ore 15:00 CEST 21ª giornata | Orobica | – Annullata | Roma | Centro sportivo "Giacinto Facchetti" |

| Firenze 16 maggio 2020, ore 15:00 CEST 22ª giornata | Fiorentina | – Annullata | Orobica | Stadio comunale Gino Bozzi |

### Coppa Italia

#### Fase finale
| Arbitro: | Longo (Cuneo) |

|              |           |                                    |
| L. Merli 71’ | Marcatori | 5’ Dupuy 51’ Nocchi 76’ Martinovic |

## Statistiche

### Statistiche di squadra
| Competizione | Punti     | In casa | In casa | In casa | In casa | In casa | In casa | In trasferta | In trasferta | In trasferta | In trasferta | In trasferta | In trasferta | Totale | Totale | Totale | Totale | Totale | Totale | DR  |
| Competizione | Punti     | G       | V       | N       | P       | Gf      | Gs      | G            | V            | N            | P            | Gf           | Gs           | G      | V      | N      | P      | Gf     | Gs     | DR  |
| ------------ | --------- | ------- | ------- | ------- | ------- | ------- | ------- | ------------ | ------------ | ------------ | ------------ | ------------ | ------------ | ------ | ------ | ------ | ------ | ------ | ------ | --- |
| Serie A      | 1 (1,375) | 8       | 0       | 1       | 7       | 4       | 22      | 8            | 0            | 0            | 8            | 2            | 29           | 16     | 0      | 1      | 15     | 6      | 51     | -45 |
| Coppa Italia | -         | 1       | 0       | 0       | 1       | 1       | 3       | 0            | 0            | 0            | 0            | 0            | 0            | 1      | 0      | 0      | 1      | 1      | 3      | -2  |
| Totale       | -         | 9       | 0       | 1       | 8       | 5       | 25      | 8            | 0            | 0            | 8            | 2            | 29           | 17     | 0      | 1      | 16     | 7      | 54     | -47 |

### Andamento in campionato
| Giornata  | 1 | 2 | 3  | 4  | 5  | 6  | 7  | 8  | 9  | 10 | 11 | 12 | 13 | 14 | 15 | 16 | 17 | 18 | 19 | 20 | 21 | 22 |
| --------- | - | - | -- | -- | -- | -- | -- | -- | -- | -- | -- | -- | -- | -- | -- | -- | -- | -- | -- | -- | -- | -- |
| Luogo     | C | T | C  | T  | C  | T  | C  | T  | C  | T  | C  | T  | C  | T  | C  | T  | C  | T  | C  | T  | C  | T  |
| Risultato | N | P | P  | P  | P  | P  | P  | P  | P  | P  | P  | P  | P  | P  | P  | P  | -  | -  | -  | -  | -  | -  |
| Posizione | 4 | 8 | 10 | 12 | 12 | 12 | 12 | 12 | 12 | 12 | 12 | 12 | 12 | 12 | 12 | 12 | -  | -  | -  | -  | -  | -  |

Legenda:

Luogo: C = Casa; T = Trasferta. Risultato: V = Vittoria; N = Pareggio; P = Sconfitta.

### Statistiche delle giocatrici
| Giocatore     | Serie A  | Serie A | Serie A     | Serie A    | Coppa Italia | Coppa Italia | Coppa Italia | Coppa Italia | Totale   | Totale | Totale      | Totale     |
| Giocatore     | Presenze | Reti    | Ammonizioni | Espulsioni | Presenze     | Reti         | Ammonizioni  | Espulsioni   | Presenze | Reti   | Ammonizioni | Espulsioni |
| ------------- | -------- | ------- | ----------- | ---------- | ------------ | ------------ | ------------ | ------------ | -------- | ------ | ----------- | ---------- |
| M. Assoni     | 5        | 1       | 0           | 0          | -            | -            | -            | -            | 5        | 1      | 0           | 0          |
| C. Barcella   | 6        | 0       | 0           | 0          | 0            | 0            | 0            | 0            | 6        | 0      | 0           | 0          |
| M. Brasi      | 12       | 0       | 1           | 0          | 1            | 0            | 0            | 0            | 13       | 0      | 1           | 0          |
| G. Campana    | 1        | 0       | 0           | 0          | 1            | 0            | 0            | 0            | 2        | 0      | 0           | 0          |
| S. Cortesi    | 9        | 0       | 0           | 0          | 1            | 0            | 0            | 0            | 10       | 0      | 0           | 0          |
| K. Czeczka    | 2        | 0       | 0           | 0          | -            | -            | -            | -            | 2        | 0      | 0           | 0          |
| A. Foti       | 16       | 0       | 0           | 0          | 1            | 0            | 0            | 0            | 17       | 0      | 0           | 0          |
| E. Gaspari    | 2        | 0       | 0           | 0          | -            | -            | -            | -            | 2        | 0      | 0           | 0          |
| A. Hilaj      | 6        | 0       | 3           | 0          | -            | -            | -            | -            | 6        | 0      | 3           | 0          |
| M. Kalašić    | 5        | 0       | 0           | 0          | -            | -            | -            | -            | 5        | 0      | 0           | 0          |
| L. Lonni      | 15       | -46     | 0           | 0          | 1            | -3           | 0            | 0            | 16       | -49    | 0           | 0          |
| G. Magni      | 6        | 0       | 0           | 0          | 1            | 0            | 0            | 0            | 7        | 0      | 0           | 0          |
| G. Mandelli   | 12       | 0       | 0           | 0          | 1            | 0            | 0            | 0            | 13       | 0      | 0           | 0          |
| T. Marolt     | 6        | 0       | 0           | 0          | -            | -            | -            | -            | 6        | 0      | 0           | 0          |
| C. Merli      | 14       | 0       | 1           | 0          | 1            | 0            | 0            | 0            | 15       | 0      | 1           | 0          |
| L. Merli      | 16       | 3       | 1           | 0          | 1            | 1            | 0            | 0            | 17       | 4      | 1           | 0          |
| G. Milesi     | 3        | 0       | 0           | 0          | -            | -            | -            | -            | 3        | 0      | 0           | 0          |
| M. Milesi     | 10       | 0       | 0           | 0          | 1            | 0            | 0            | 0            | 11       | 0      | 0           | 0          |
| K. Muya       | 6        | 1       | 0           | 0          | -            | -            | -            | -            | 6        | 1      | 0           | 0          |
| A. Pálsdóttir | 3        | 0       | 0           | 0          | -            | -            | -            | -            | 3        | 0      | 0           | 0          |
| F. Parsani    | 0        | 0       | 0           | 0          | -            | -            | -            | -            | 0        | 0      | 0           | 0          |
| G. Pilato     | 1        | -4      | 0           | 0          | -            | -            | -            | -            | 1        | -4     | 0           | 0          |
| R. Pinna      | 4        | 0       | 0           | 0          | -            | -            | -            | -            | 4        | 0      | 0           | 0          |
| C. Poeta      | 8        | 0       | 1           | 0          | -            | -            | -            | -            | 8        | 0      | 1           | 0          |
| C. Portillo   | 2        | 0       | 0           | 0          | 0            | 0            | 0            | 0            | 2        | 0      | 0           | 0          |
| A. Salvi      | 4        | 0       | 0           | 0          | 0            | 0            | 0            | 0            | 4        | 0      | 0           | 0          |
| G. Segalini   | 4        | 0       | 1           | 0          | -            | -            | -            | -            | 4        | 0      | 1           | 0          |
| K. Siváková   | 1        | 0       | 0           | 0          | -            | -            | -            | -            | 1        | 0      | 0           | 0          |
| G. Vavassori  | 13       | 0       | 0           | 0          | 1            | 0            | 0            | 0            | 14       | 0      | 0           | 0          |
| M. Visani     | 15       | 0       | 2           | 0          | 1            | 0            | 0            | 0            | 16       | 0      | 2           | 0          |
| M. Zanoli     | 16       | 1       | 3           | 0          | 1            | 0            | 0            | 0            | 17       | 1      | 3           | 0          |